# Номер «люкс» для генерала з дівчинкою
«Номер „люкс“ для генерала з дівчинкою» — радянська кримінальна мелодрама 1991 року. Прем'єрний показ відбувся в грудні 1992 року.

## Сюжет
Порок і чеснота — неймовірний тандем злочинного світу. Старіючий картковий шулер «Котя» Брістоль в образі генерала відправляється «на гру» в Ялту. Його супутницею випадково стає п'ятнадцятирічна Люська, яка втекла з дому від деспотичного вітчима. Вони швидко знайшли спільну мову, і Люська стала називати Котю дідусем. У Криму Коті пропонують зіграти вельми сумнівну партію з таким собі «крутим ділком». Ставки настільки високі, що Брістоль не може відмовитися…

## У ролях
- Костянтин Воїнов —  «Котя», «Партизан»; шулер Костянтин Михайлович Брістоль
- В'ячеслава Часова —  Люська
- Аристарх Ліванов —  «Господар», Альберт Анатолійович
- В'ячеслав Невинний —  композитор Ісаак Казимирович Забродін
- Олена Кондулайнен —  Алка
- Геннадій Сайфулін —  «Конопатий»
- Володимир Сошальський —  Сергій
- Во Хоа Нам —  «Сайгон»
- Юрій Любашевський — епізод
- Віра Васильєва — епізод
- Олексій Дайнеко —  Льоша
- Володимир Уан-Зо-Лі — епізод
- Сергій Сілкін —  бандит
- Володимир Василенко — епізод

## Знімальна група
- Режисер — Олександр Александров
- Сценарист — Олександр Александров
- Оператор — Ральф Келлі
- Композитор — Олександр Гольдштейн
- Художники — Михайло Карташов, Людмила Кусакова
- Продюсер — Юрій Любашевський